# Blèves
Blèves ist eine französische Gemeinde mit 129 Einwohnern (Stand: 1. Januar 2022) im Département Sarthe in der Region Pays de la Loire; sie gehört zum Arrondissement Mamers und zum Kanton Mamers (bis 2015: Kanton La Fresnaye-sur-Chédouet). Die Einwohner werden Blévois genannt.

## Geographie
Blèves liegt etwa 55 Kilometer nordnordöstlich von Le Mans. Umgeben wird Blèves von den Nachbargemeinden Barville im Norden und Nordosten, Les Aulneaux im Süden und Osten sowie Villeneuve-en-Perseigne im Westen.

## Bevölkerungsentwicklung
| 1962                      | 1968 | 1975 | 1982 | 1990 | 1999 | 2006 | 2013 |
| ------------------------- | ---- | ---- | ---- | ---- | ---- | ---- | ---- |
| 112                       | 126  | 135  | 113  | 92   | 96   | 105  | 97   |
| Quelle: Cassini und INSEE |      |      |      |      |      |      |      |

## Sehenswürdigkeiten
- Kirche Sainte-Thèrèse-d'Avila
- Brücke über den Pervenche